# Віола Цешинська
Віола Цешинська (або Віола Єлизавета, польськ. Wiola Elżbieta cieszyńska; 1291 — 21 вересня 1317) — королева Угорщини, Польщі та Чехії (Богемія) як дружина Вацлава III.

## Біографія
Віола була третьою дитиною і єдиною дочкою Мешка I, герцога Цешена, ім'я її матері точно невідоме, можливо, її звали Гржемиславою  [Архівовано 22 листопада 2017 у Wayback Machine.]. Віола була названа в честь її прабабусі по батьківській лінії, Віоли, дружини Казимира І Опольського.
Віола 14-річною була видана в шлюб з юним королем Чехії та Польщі Вацлавом III 5 жовтня 1305 року в Брно. Причини для шлюбу були не дуже очевидними, хоча більш пізні літописці описують, наскільки красивою була Віола. Її батько — Мешко І був лише одним з васалів короля Вацлава III, так що цей союз був нерівноправним. Основною причиною весілля, ймовірно, стало стратегічне положення Цесина між королівствами Чехії та Польщі. Через чотири дні після весілля (9 жовтня) Вацлав III скасував свої давні заручини з Єлизаветю Тесс, дочкою короля Угорщини Андраші III, тим самим відмовившись від своїх претензій на угорський трон.
Після шлюбу Віола взяла ім'я Єлизавета (Ельжбета), але її союз з королем був нещасливим: Вацлав вів розгульний спосіб життя, а чеська знать була незадоволена її «низьким» походженням. Десять місяців по тому, 4 серпня 1306 року, король Вацлав III був убитий в Оломоуці при загадкових обставинах, залишивши Віолу 15-річною вдовою. Ймовірно, саме через молодість подружжя шлюбний союз не дав спадкоємця.
Пімля загибелі чоловіка Віола залишилася з його сестрами, Ганною і Єлизаветою в одному з жіночих монастирів. Обидві принцеси боролися за трон Богемії, але Віола залишилася осторонь.
Після арешту заможного аристократа Йіндржіха з Липи тодішня королева Елішка і її чоловік Йоганн Люксембурзький спробували залучити на свою сторону іншого багатого аристократа, Петра з Рожмберка, в той час зарученого з дочкою Йіндржіха. Незабаром Петро скасував свої заручини і одружився з удовою, королевою Віолою. Весілля відбулося в 1316 році, але також було короткочасним: Віола померла всього через рік після укладення шлюбу, 21 вересня 1317 року, і була похована у склепі роду Рожмберк (Розенберг) у Вишбродському монастирі.